# Dilara Soley Deli
Dilara Soley Deli (* 14. April 2002 in Lippstadt) ist eine türkische Fußballnationalspielerin.

## Karriere

### Vereine
Die defensive Mittelfeldspielerin Dilara-Soley Deli begann ihre Karriere beim Delbrücker SC. Über den SV Lippstadt 08 wechselte sie in die Jugendabteilung des FSV Gütersloh 2009 und spielte dort in der B-Juniorinnen-Bundesliga. Im Sommer 2019 wechselte Deli zu Arminia Bielefeld in die 2. Bundesliga. Für die Arminia bestritt sie sechs Einsätze und stieg am Saisonende 2020/21 mit ihrer Mannschaft in die Regionalliga West ab.
Deli wechselte daraufhin zum 1. FFC Turbine Potsdam. Dort kam sie in der zweiten Mannschaft in der Regionalliga Nordost zum Einsatz und wechselte während der Winterpause zum Zweitligisten SV Elversberg. Zur Saison 2022/23 wechselte sie zum belgischen Erstligisten Sporting Charleroi. Der Vertrag wurde im Sommer 2023 um ein weiteres Jahr verlängert, nachdem sie sich als Stammspielerin etabliert hatte.

### Nationalmannschaft
Nachdem sie im Kalenderjahr 2018 in drei Länderspielen für die U17-Nationalmannschaft zum Einsatz gekommen war, spielte sie ein Jahr später für die U19-Nationalmannschaft und erzielte ein Tor in drei Länderspielen. Aufgrund ihrer Herkunft (beide Elternteile sine türkische Staatsangehörige) wechselte sie zum Türkiye Futbol Federasyonu.
Sie debütierte am 17. Juli 2023 in Tallinn beim 2:2-Unentschieden im Freundschaftsspiel gegen die Nationalmannschaft Estlands. Ihr zweites Länderspiel bestritt sie am 26. September 2023 in  Elazığ im zweiten Spiel der Gruppe 2, Liga C der Nations-League beim 2:0-Sieg über die Nationalmannschaft Litauens als Einwechselspielerin.